# Sitno
Sitno administrativno pripada općini Prgomet, Splitsko-dalmatinska županija. Nekada je, zbog prometnih veza, više gravitiralo željezničkoj postaji Perković, a nakon Drugog svjetskog rata administrativno je pripadalo Šibeniku do 1981. godine. 

## Zemljopisni položaj
Sitno se nalazi na zapadu nekadašnje trogirske Zagore, na granici Splitsko-dalmatinske i Šibensko-kninske županije, oko odmorišta Sitno na autocesti Zagreb – Split, uz županijsku cestu Bogdanovići – Sitno – Unešić, odnosno Sitno – Perković.
Naselje je sastavljeno od dijelova: Skelini, Radnići, Škrapići i Dražići.
Skelini su prvi odlomak Sitnog nakon Bogdanovića, uz sjevernu stranu ceste Bogdanovići – Unešić, odnosno Bogdanovići – Perković. Ispod kuća su dijelovi polja: Doci, Podvornice, Radnjićuše, Prikače, Kukuruzovine, Lastve, a ispod njih brdašca Kudrica (293 m) i Pororok (266 m). Sa sjeverne strane je brdašce Brižine (277 m), a sa zapadne raskršće Bilige.
Radnići su sjeverozapadno od Skelina, na padinama Brušnjaka (429 m), poviše ceste Unešić – Bogdanovići. Na kartama su često pogrešno označeni kao Radići umjesto Radnići.  
Škrapići su na zapadnim padinama Brušnjaka (429 m), još dalje uz cestu prema Unešiću. 
Dražići su smješteni po rubu polja južno od povijesne lokve Sitnica, na padinama Dubrave (311 m), Drinovca (398 m), Kuka (367 m) i Rasovače (434 m).

## Stanovništvo
| broj stanovnika | 269   | 298   | 292   | 309   | 322   | 339   | 422   | 453   | 498   | 515   | 510   | 424   | 304   | 211   | 164   | 144   | 76    |
|                 | 1857. | 1869. | 1880. | 1890. | 1900. | 1910. | 1921. | 1931. | 1948. | 1953. | 1961. | 1971. | 1981. | 1991. | 2001. | 2011. | 2021. |

## Povijesni pregled
Sitno je jedan dio povijesnog sela Sitnica/Sitno, a drugi dio je Sitno Donje, pa povijesni pregled za Sitno Donje, koji je tamo izložen, dobrim dijelom se odnosi i na Sitno.
Stari sporovi i podjele oko pripadnosti Sitnice/Sitnog između Šibenika i Trogira, te šibenske i trogirske biskupije, nakon dvostoljetne Turske okupacije, rezultirale su stvarnom podjelom na dva naselja.
Nakon uspostave Mletačke uprave u novoosvojenim krajevima sva zemlja je proglašena državnom i podijeljena je uglavnom prema ratnim zaslugama. Prema mletačkim katastrima iz 1709. i 1711. godine jedan dio Sitnice/Sitnog pripao je kotaru Drniš, a jedan dio kotaru Trogir. U spisima su svaki svoj dio zvali Sitno, a druga tijela nazivala su ih kao Sitno trogirsko i Sitno drniško. Međutim, ima naznaka da se već tada koristio i naziv Sitno Donje i Sitno Gornje, jer je u popisu posjednika za Sitno trogirsko za nekoliko posjednika navodi da su "da Sitno Inf.", tj. iz Sitnog Donjeg.
Došlo je i do podjele u crkvenoj pripadnosti. Sitno trogirsko pipadalo je župi Visoka, trogirske biskupije. Sitno drniško pripalo je župi Mirlovići, šibenske biskupije. Nakon ukidanja trogirske biskupije 1830., Visoka je, kao i najevći dio ostalih župa te biskupije, došla u sastav šibenske biskupije. Sitno Donje izdvojeno je iz župe Mirlovići 1836. i pripojeno župi Visoka. 
Tako je cijela povijesna Sitnica/Sitno opet bila u jednoj župi u istoj biskupiji. Tako je i danas, samo što se od 1970., nakon rasformiranja župe Visoka, osniva nova župa sa selima Bogdanovići, Sitno i Perković i dobiva ime župa Perković, prema sjedištu župe (a ustvari prema imenu željezničke postaje i imenu pošte). Međutim, tom odlukom nije mijenjan sastav župe Danilo, pa su Slivno i Perković (selo!) i nadalje ostali u toj župi. Tako je oko Sitnog i Perkovića (Sitnog Donjeg) nastala nova, istovjetna "priča". Nova župa se zove Perković, a selo Perković joj ne pripada, kao što se željeznička postaja zove Perković, a ne nalazi se na području Perkovića, već Sitnog Donjeg. Sve zbog carskog zakona da se pruga gradi preko Perkovića i odvojak za Šibenik od Perkovića.

## Podaci iz prošlosti

### Iz mletačkog katastra iz 1711.
U katastru za područje Togira (Catastico del territorio di Trau) iz 1711. u pregledu posjednika za selo Sitno (Ristretto della villa di Sitno) kao nastanjenici su: četiri obitelji Dražića, dvije obitelji Radnića i dvije obitelji koje nisu dobile zemlju i kojih tamo odavno nema (Vuičić i Vukušić), s ukupno 139 nastanjenika: muških za oružje 55, dječaka 16, žena 35, djevojčica 33. Od stoke su imali: 89 konja, 112 volova, 121 kravu, 138 teladi i 1740 komada sitne stoke. 
Među posjednicima iz susjednih sela su tri Pragostina iz Sitnog Donjeg (da Sitno Inf.).

### Iz austrijskog katastra iz 1840. – 1844.
Iz uvoda operata porezne procjene za poreznu općinu Sitno Trogirsko:
- površina zemljišta: 2298 jugera (1 juger = oko 5755 m2)
- kuća: 45
- stanovnika: 234, radnosposobnih 117
- stoka: volova 42, krava 41, teladi 50, konja 20, magaradi 12, ovaca 1104, koza 962, svinja 182.

Za razliku od Slivna i Sitnog Donjeg, u Sitnom je utvrđeno šest kultura; osim pašnjaka i pošumljenih pašnjaka utvrđena je i klasa šume. 
Njive se razvrstavaju u tri klase. Kao primjer prve klase, gdje se siju pšenica, kukuruz i ječam, uzeta je čestica br. 736 u vlasništvu Škrapić Nikole.
U drugoj klasi se siju također pšenica, kukuruz i ječam, te proso, ali su prihodi oskudniji, a kao primjer se uzima čest. br. 1066 vlasništvo Radnić Paške. 
Vinogradi su svi jedne klase, a kao primjer navodi se čest. br. 1221 Dražić Mate. Zanimljiv je navod o vinu, da je crno poznato pod imenom rvaština (ervaschina), ali mu je kvaliteta loša i služi samo za vlastite potrebe. 
Pašnjaci se svrstavaju u dvije klase. 
U prvoj su oni opasani zidom, a kao primjer uzima se čest. br. 1446 u suvlasništvu Skelin Cvitka i Marka. 
Šume se dijele u dvije klase, već prema tome preteže li hrastova ili jasenova i grabova šuma. Sve su općinsko vlasništvo. 
Kao predstavnici sela u procjeni su sudjelovali: glavar Skelin Josip, te izaslanici: Dražić Josip, Radnić Ivan, Radnić Nikola, Skelin Luka, Skelin Paško i Skelin Petar.

## Priče iz prošlosti

### Legenda okamenicikod Radnića
Uz put u zaselak Radnići, oko 200m na zapad, ostaci su nedovršene crkvice
građene pred Drugi svjetski rat, koja je trebala biti posvećena sv. Marku. Prema nekim ostacima izgleda da je to staro kultno mjesto. 
Tu su velike kamene gromade, za koje nije jasno od čega potječu, a među njima i kamena ploča, na kojoj je mala kamenica. Legenda kaže da ju je mater sv. Marka donijela na glavi s Brušnjaka predući kudilju vune. Prema kazivanju, ako po tijelu imate bradavice i nakvasite ih vodom iz kamenice, one će otpasti.

### Grobljeajdukaiznad Skelina
Kod Brižina, na Gradini, pričaju mještani, ima mnogo grobova, a na gredi je uklesan križ. Tu je nekad rasla takva šuma, da se mogla prijeći s grane na granu, ne silazeći na zemlju. U toj velikoj šumi živjeli su ajduci. Slučajno se otkrije da je jedno od njih žensko. Kad je arambaša to provjerio, sazove vijećanje što s njom. Nastane nesloga, potuku se, pobiju i tako iza njih ostade groblje. 